# Military Air Transport Service
Le Military Air Transport Service (MATS) est un ancien commandement du département de la Défense des États-Unis, actif entre 1948 et 1966, au début de la guerre froide. Créé le 1er juin 1948, le MATS regroupe le Naval Air Transport Service (en) (NATS) de la Navy et l'Air Transport Command de l'Air Force au sein d'un commandement commun. Il est désactivé le 8 janvier 1966, supplanté par le Military Airlift Command (en) (MAC) en tant que commandement de transport aérien stratégique distinct.